# العلاقات الأنغولية الأوكرانية
العلاقات الأنغولية الأوكرانية هي العلاقات الثنائية التي تجمع بين أنغولا وأوكرانيا.

## مقارنة بين البلدين
هذه مقارنة عامة ومرجعية للدولتين:
| وجه المقارنة                                              | أنغولا           | أوكرانيا                                   |
| --------------------------------------------------------- | ---------------- | ------------------------------------------ |
| المساحة (كم2)                                             | 1.25 مليون       | 603.63 ألف                                 |
| عدد السكان (نسمة)                                         | 29.78 مليون      | 45.55 مليون                                |
| الكثافة السكانية (ن./كم²)                                 | 23.82            | 75.46                                      |
| العاصمة                                                   | لواندا           | كييف                                       |
| اللغة الرسمية                                             | اللغة البرتغالية | اللغة الأوكرانية                           |
| العملة                                                    | كوانزا أنغولي    | هريفنا أوكرانية، كاربوفانيتس، روبل سوفييتي |
| الناتج المحلي الإجمالي (بليون دولار)                      | 124.21 مليار     | 112.15 مليار                               |
| الناتج المحلي الإجمالي (تعادل القوة الشرائية) بليون دولار | 184.83 مليار     | 352.98 مليار                               |
| الناتج المحلي الإجمالي الاسمي للفرد دولار أمريكي          | 4.10 ألف         | 2.11 ألف                                   |
| الناتج المحلي الإجمالي للفرد دولار أمريكي                 |                  | 8.66 ألف                                   |
| مؤشر التنمية البشرية                                      | 0.533            | 0.747                                      |
| رمز المكالمات الدولي                                      | +244             | +380                                       |
| رمز الإنترنت                                              | .ao              | .ua، .укр ‏                                 |
| المنطقة الزمنية                                           | ت ع م+01:00      | ت ع م+02:00، ت ع م+03:00، توقيت شرق أوروبا |

## منظمات دولية مشتركة
يشترك البلدان في عضوية مجموعة من المنظمات الدولية، منها:
| علم المنظمة | اسم المنظمة                        | تاريخ انضمام أنغولا | تاريخ انضمام أوكرانيا |
| ----------- | ---------------------------------- | ------------------- | --------------------- |
|             | الاتحاد الدولي للاتصالات           | 13 أكتوبر 1976      | 7 مايو 1947           |
|             | منظمة حظر الأسلحة الكيميائية       | ?                   | ?                     |
|             | منظمة التجارة العالمية             | ?                   | 16 مايو 2008          |
|             | منظمة الشرطة الجنائية الدولية      | ?                   | ?                     |
|             | الأمم المتحدة                      | 1 ديسمبر 1976       | 24 أكتوبر 1945        |
|             | يونسكو                             | 11 مارس 1977        | 12 مايو 1954          |
|             | البنك الدولي للإنشاء والتعمير      | 19 سبتمبر 1989      | 3 سبتمبر 1992         |
|             | وكالة ضمان الاستثمار متعدد الأطراف | 19 سبتمبر 1989      | 19 يوليو 1994         |
|             | مؤسسة التنمية الدولية              | 19 سبتمبر 1989      | 27 مايو 2004          |
|             | مؤسسة التمويل الدولية              | 19 سبتمبر 1989      | 18 أكتوبر 1993        |
|             | الاتحاد البريدي العالمي            | ?                   | ?                     |

## وصلات خارجية
- موقع وزارة الخارجية الأنغولية
- موقع وزارة الخارجية الأوكرانية